# Manuel Castells Oliván
Manuel Castells Oliván (Hellín, 9 de febrer de 1942) és un sociòleg i professor d'universitat català d'origen castellanomanxec. Ha estat ministre d'Universitats d'Espanya entre el 13 de gener de 2020 i el 16 de desembre de 2021. Ha estat també catedràtic de Sociologia de la Universitat Oberta de Catalunya (UOC), on va ser director de l'Internet Interdisciplinary Institute (IN3). També és professor i catedràtic de la Càtedra Wallis Annenberg de Tecnologia de Comunicació i Societat de l'Escola Annenberg de Comunicació, de la University of Southern California, a Los Angeles. És catedràtic emèrit de Sociologia i de Planejament Urbà i Regional a la Universitat de Califòrnia a Berkeley, on va ensenyar durant 24 anys; Fellow of St. John's College de la Universitat de Cambridge i titular de la Càtedra Network Society al Collège d'Études Mondiales, de París.
És considerat un dels autors de referència en el camp de l'estudi de la societat de la informació.

## Biografia
Exiliat per la dictadura de Francisco Franco, es va establir a París, on va estudiar Sociologia amb Alain Touraine. Als vint-i-quatre anys es va convertir en el professor més jove de la Universitat de París. Va ser en les seves classes en què Daniel Cohn-Bendit i altres estudiants van iniciar el Maig Francès de 1968. Per aquest motiu, va ser expulsat de França i es va traslladar als Estats Units, on es va centrar en el desenvolupament de tecnologies de la informació i el seu impacte social. Entre 1986 i 1987 va ser director de l'Institut d'Estudis de Planificació.
Posteriorment ha portat a terme una àmplia recerca en la qual relaciona l'evolució econòmica i les transformacions polítiques, socials i culturals en el marc d'una teoria integral de la informació, entre els quals destaca el Projecte Internet Catalunya dut a terme entre 2001 i 2007. Els resultats del seu treball es recullen en la trilogia L'era de la informació, traduïda a diversos idiomes, i encimbellada per Anthony Giddens, assessor de Tony Blair, al nivell dels esforços explicatius que Karl Marx o Max Weber van fer per a interpretar la societat industrial (el mateix Castells compara la seva obra, en la qual no hi ha cap concepte ex novo i propi, a la de Max Weber, que "va inventar" molts dels conceptes utilitzats per la sociologia contemporània); si bé altres autors, més crítics, la consideren una obra banal que es limita a fer un voluminós resum de les obres d'Alvin Toffler, Yoneji Masuda, John Naisbitt, Saskia Sassen, James Martin entre d'altres. Actualment resideix entre Califòrnia i Barcelona i està casat amb Emma Kiselyova.
A les eleccions municipals del 2011 va donar suport a la candidatura de Xavier Trias a l'ajuntament de Barcelona. Per altra banda, el 2015 va signar un manifest de suport a Barcelona en Comú.
El 5 de gener de 2020 va transcendir als mitjans que podria ser el ministre d'universitats del proper govern espanyol a proposta d'Ada Colau i ho va ser fins que el desembre de 2021 va deixar l'executiu espanyol per motius personals.

## Obres
Manuel Castells ha publicat una gran quantitat de llibres, col·laboracions i articles tant en espanyol com en francès i anglès.

### Llibres
Els llibres dels quals Manuel Castells és autor principal són els següents:
- Problemas de investigación en sociología urbana (1971). Madrid / Mèxic: Siglo XXI.
- La cuestión urbana (1974). Madrid / Mèxic: Siglo XXI. Publicat originalment en francès el 1972 (La Question Urbaine). Primera edició en espanyol, 1974.
- Monopolville. L'entreprise, l'etat, l'urbain (1974). La Haia / París: Mouton.
- Comunicación móvil y sociedad: una perspectiva global (2007). Barcelona: Ariel; Madrid: Fundación Telefónica.

### L'era de la informació i la societat xarxa
En paraules de l'autor, l'era de la informació és la nostra era:
| « | És un període històric caracteritzat per una revolució tecnològica centrada en les revolucions digitals d'informació i comunicació, concomitant, però no causant, de l'emergència d'una estructura social en xarxa, en tots els àmbits de l'activitat humana, i amb la interdependència global d'aquesta activitat. És un procés de transformació multidimensional que és alhora incloent i excloent segons els valors i interessos dominants en cada procés, en cada país i en cada organització social. | » |

L'autor sembla voler apuntar a les potencialitats d'emancipació que emergirien del que denomina "la societat xarxa", concepte que desenvolupa en un dels seus recents llibres, del mateix títol (Alianza Editorial, 2006).

### La seva obra, la trilogiaL'era de la informació
La sinopsi de L'era de la informació (de l'edició d'Alianza Editorial) diu que l'obra de Manuel Castells constitueix un ambiciós i original intent de formular una teoria sistemàtica que doni compte dels efectes fonamentals de la tecnologia de la informació en el món contemporani. Aquest primer volum de la trilogia –La societat xarxa– és dedicat principalment a examinar la lògica de la xarxa. Després d'analitzar la revolució tecnològica que modifica la base de la societat a un ritme accelerat, Castells aborda el procés de globalització que amenaça de fer prescindibles els pobles i països exclosos de les xarxes de la informació. Mostra com en les economies avançades la producció es concentra en un sector de la població educat i relativament jove, i suggereix que la futura estructura social serà extremadament fragmentada a conseqüència de la gran flexibilització i individualització del treball. Finalment, l'autor examina els efectes i les implicacions dels canvis tecnològics sobre la cultura dels mitjans de comunicació –la cultura de la "virtualitat real" en la vida urbana, la política global i la naturalesa del temps i de l'espai.
En el segon volum de la sèrie –El poder de la identitat– mostra la importància de la identitat cultural, religiosa i nacional com a font de significat per a les persones, i les implicacions d'aquest fet per als moviments socials. Estudia les mobilitzacions populars contra la globalització sense fre de la riquesa i el poder, i la formació de projectes alternatius d'organització social, com els que representen el moviment ecologista i el feminista. En la segona edició (ampliada), parla sobre com el Fòrum Social Mundial originat a Porto Alegre emergeix com una de les formes més noves d'organització activista global en xarxa.
La trilogia de l'era de la informació ha suscitat i despertat moltes crítiques en tots els sentits, de manera que és innegable la seva categoria de referent de la sociologia moderna:
| « | Una anàlisi monumental i coherent dels canvis econòmics, socials, personals i culturals que ocorren en el món en l'era de la informació". The Times (Londres) | » |

| « | Adam Smith va explicar com funcionava el capitalisme i Marx va explicar per què no funcionava. Ara les relacions socials i econòmiques de l'era de la informació han estat exposades per Manuel Castells". The Wall Street Journal (Nova York) | » |

### La societat de la informació - la societat informacional[calcitació]
El sociòleg Manuel Castells estableix una distinció analítica entre les nocions de societat de la informació i societat informacional, amb implicacions similars per a l'economia de la informació / informacional. El terme societat de la informació destaca el paper d'aquesta economia de la informació en la societat. Però Castells sosté que la informació, en el seu sentit més ampli, és a dir, com a comunicació del coneixement, ha estat fonamental en totes les societats, incloent-hi l'Europa medieval, que era culturalment organitzada i en certa manera unificada entorn de l'escolasticisme, això és en conjunt un marc intel·lectual.
En contrast, el terme informacional indica l'atribut d'una forma específica d'organització social en la qual la generació, el processament i la transmissió de la informació es converteixen en les fonts fonamentals de la productivitat i el poder, a causa de les noves condicions tecnològiques que sorgeixen en aquest nou període històric. La terminologia de Castells tracta d'establir un paral·lel amb la distinció entre indústria i industrial. Una societat industrial (com a noció habitual en la tradició sociològica) no és només una societat en la qual hi ha indústria, sinó aquella en la qual les formes socials i tecnològiques de l'organització industrial impregnen totes les esferes de l'activitat, començant per les dominants i arribant als objectes i hàbits de la vida quotidiana. La utilització que Castells fa dels termes societat informacional i economia informacional intenta caracteritzar de manera més precisa les transformacions actuals més enllà de l'observació de sentit comú que la informació i el coneixement són importants per a les nostres societats actuals. No obstant això, el contingut real de societat informacional s'ha de determinar mitjançant l'observació i l'anàlisi.
Les formes de desenvolupament tecnològic són els dispositius mitjançant els quals el treball actua sobre la matèria per a generar producte. Cada forma de desenvolupament es defineix per l'element que és fonamental per a fomentar la productivitat en el procés de producció. Així, en la forma de desenvolupament agrari, la font de l'augment de l'excedent és el resultat de l'increment quantitatiu de mà d'obra i recursos naturals (sobretot terra cultivable) en el procés de producció i de la dotació natural d'aquests recursos. En la forma de producció industrial, la principal font de productivitat és la introducció de noves fonts d'energia i la capacitat de descentralitzar el seu ús durant la producció i els processos de circulació. En la nova forma de desenvolupament informacional, la font de la productivitat consisteix en la tecnologia de la generació del coneixement, el processament de la informació i la comunicació de símbols. Sens dubte, el coneixement i la informació són elements decisius en totes les formes de desenvolupament, ja que el procés de producció sempre es basa en cert grau de coneixement i en el processament de la informació. No obstant això, el que és específic de la forma de desenvolupament informacional és l'acció del coneixement sobre si mateix com a principal font de productivitat. El processament de la informació se centra en la superació de la tecnologia d'aquest processament com a font de productivitat, en un cercle d'interacció de les fonts del coneixement de la tecnologia i l'aplicació d'aquesta tecnologia per a millorar la generació del coneixement.
És per això que Castells denomina informacional aquesta nova forma de desenvolupament, constituïda pel sorgiment d'un nou paradigma tecnològic basat en la tecnologia de la informació. Cada forma de desenvolupament –continua l'autor– posseeix així mateix un principi d'actuació estructuralment determinat, entorn del qual s'organitzen els processos tecnològics: l'industrialisme s'orienta cap al creixement econòmic, això és, cap a la maximització del producte; l'informacionalisme s'orienta cap al desenvolupament tecnològic, és a dir, cap a l'acumulació de coneixement i cap a graus de complexitat més elevats en el processament de la informació. Si bé graus més elevats de coneixement solen donar com a resultat graus més elevats de producte per unitat de consum insumo, la recerca del coneixement i la informació és el que caracteritza la funció de la producció tecnològica en l'informacionalisme.
Coordina una col·lecció a Alianza Editorial, on ha publicat una anàlisi de cas de les seves teories, "La societat de la informació i l'estat del benestar": el model finlandès, conjuntament amb Pekka Himanen.
En aquest llibre, Castells i Himanen analitzen el cas de Finlàndia, com a exemple reeixit d'inserció en un món globalitzat acompanyat del desenvolupament de la societat de la informació, mantenint el contracte social entre l'estat i la societat amb la seva població i una distribució d'aquests beneficis de manera força homogènia. Així, doncs, demostren com, en contraposició amb els Estats Units, la globalització de la seva economia no es tradueix en una desigualtat social que es reflecteix en l'augment de la marginalitat dels individus més desprotegits per l'estat. En la metamorfosi finlandesa, es demostren com a elements clau la identitat ciutadana finlandesa reforçada per l'informacionalisme, l'habilitat de l'estat per a conjugar el desenvolupament d'aquesta identitat mitjançant la promoció de la societat de la informació i les seves sinergies amb els sectors privat i públic, i entre aquests últims.

### Comunicació mòbil i societat[calcitació]
Comunicació mòbil i societat (Comunicación Móvil y Sociedad, editorial Ariel) és un llibre escrit per Manuel Castells. El llibre planteja els nous comportaments socials arran de l'aparició dels nous dispositius de comunicació mòbils. Segons Castells, els dispositius mòbils han esdevingut productes de consum de masses i s'han instal·lat en les pràctiques de comunicació de centenars de milions de persones arreu del món. En conseqüència, han aparegut pràctiques socials, valors i models d'organització a partir de la interacció entre la comunicació mòbil i la societat:
- Països en vies de desenvolupament tenen més connectivitat i, per tant, es poden crear nous models de negoci.
- La comunicació esdevé multi-modal, multimèdia i portàtil, fet que facilita la feina multitasca no presencial.
- La societat aprèn a difondre nous models comercials i, per tant, es creen nous perfils professionals.
- Es desenvolupa una retroalimentació entre consumidors actius i empreses receptives que afavoreix el creixement del mercat.
- La comunicació mòbil està present a tots els àmbits de la societat. Professional, personal i institucional.

Per Castells no és la tecnologia la que determina la societat, sinó que és la societat la que determina quina tecnologia necessita a cada etapa. La comunicació és un procés fonamental de la vida humana i, per tant, la modificació d'aquests processos comunicatius mitjançant la interacció de l'estructura social, la pràctica social i una nova gamma de tecnologies de la comunicació comporta una profunda transformació social. Castells parla de les següents tendències en la tecnologia de la comunicació digital i sense fils: 
- Autonomia segura: L'espai públic de la comunicació es redefineix. No hi ha una limitació espacial/temporal. Algunes limitacions com la infraestructura, el context legal o el funcionament del sistema fan que aquesta autonomia encara no sigui absoluta.
- Connectivitat permanent: Estar connectat a la xarxa ja limita l'usuari a un espai fix.
- Elecció de xarxes: És el mateix usuari qui decideix de quines xarxes vol formar-ne part, ja sigui segons els seus interessos professionals, les seves amistats, etc. Es considera que la comunicació és mal·leable, ja que la informació sempre es pot transferir, afegir, modificar o eliminar. Malgrat la clàssica crítica a la impersonalitat de les relacions personals en xarxa, Castells defensa que les relacions personals i en xarxa no són excloents.
- Comunitats instantànies de pràctica: Les noves plataformes tecnològiques ens donen l'oportunitat de cridar l'atenció, reunir o compartir de manera instantània. Normalment, aquestes xarxes són possibles perquè els seus usuaris tenen algun tipus d'afinitat. A més, aquestes xarxes tenen el poder de crear noves formes de mobilització social.
- Desdibuixament del context social de la pràctica individual: Les xarxes d'interacció individual tendeixen a independitzar-se d'organitzacions, institucions, normes i límits materials en funció de la seva conveniència i adequació als projectes personals. Aquest tipus de xarxes funcionen de manera que, malgrat que cerquen la interacció, se centren en l'individualisme.
- Accés a la xarxa sense fils com a font de valor personal i com a dret social: Castells defensa que, quan la regulació governamental, els estàndards tecnològics i els sistemes tarifaris afavoreixen la difusió de la comunicació sense fils, el resultat és explosiu. A més, equipara l'alfabetització tradicional amb l'alfabetització digital i defensa la igualtat d'accés a la xarxa per tothom com a condició de la plena participació ciutadana en la societat en xarxa.
- Els usuaris són els productors dels continguts i els serveis: La gent adapta la tecnologia a les seves necessitats i interessos. De tota manera, el desenvolupament de la tecnologia es pot veure limitat per la burocràcia pública i el món empresarial. Castells creu que s'haurien d'interpretar els senyals del comportament innovador dels seus usos per respondre a la demanda amb una diversa gamma de serveis.
- Consum, moda, instrumentalitat i significat: Castells accepta que, sobretot en els més joves, el disseny és una part important del consum, ja que busquen crear-se una identitat. Malgrat això, Castells assegura que aquesta no és la tendència dominant i que, per tant, les tecnologies s'han d'analitzar des del punt de vista del consum i la multifuncionalitat.
- La transformació del llenguatge: Des del naixement dels SMS, que limitaven els missatges especialment, es va crear un nou vocabulari propi d'aquest tipus de text. Amb els MMS es combina aquest nou llenguatge amb els audiovisuals i, per tant, també es creen nous significats. Segons Castells, a cada nova revolució tecnològica el llenguatge canvia o creix.
- Autonomia de la comunicació, xarxes de la informació i canvi sociopolític: Els missatges en cadena des de fonts identificables són creïbles i, per tant, se'n fa molta difusió. Per primer cop els individus tenen l'oportunitat d'anar més enllà de les fonts oficials i els mitjans de masses. De tota manera, Castells té en compte la possibilitat de l'aparició de rumors o demagògia.
- Els problemes socials d'un món sense fils: En l'actualitat, una gran part del món (sobretot, del món en vies de desenvolupament) té un accés limitat a les tecnologies més recents. Això, combinat amb la desigualtat, pot crear un greu problema social.

Castells també enumera certs inconvenients que poden produir les noves tecnologies mòbils. Entre les més destacades parla de la propagació de virus informàtics que creïn trastorns en sectors clau de la societat, l'increment de baixes per estrès produït per la possibilitat de treballar en més d'una cosa alhora (multitasking), l'aparició de tensions interpersonals donades per les noves regles de comportament, el perill de la pèrdua de la privacitat, etc.

### Auto-comunicació de masses[calcitació]
Existeix un profund canvi en el model dels mitjans, que deriva al que Manuel Castells denomina “auto-comunicació de masses”. Aquest canvi de model es deu principalment a l'aparició de nous mitjans digitals, com els blogs, que transformen el model de comunicació social en un espai de missatges amb molta interactivitat, no d'un a molts, sinó de molts a molts a través d'Internet. Per tant, en aquest nou espai de la comunicació hi ha un enorme conjunt de missatges que interaccionen i es diversifiquen, en definitiva, una absoluta revolució.
En conclusió, l'auto-comunicació de masses fa referència a la possibilitat que cada individu que participa d'aquest espai es converteixi en emissor de grans audiències. Aquesta situació es dona gràcies a Internet i a les xarxes sense fils que ofereixen els ordinadors, alguns telèfons mòbils i “tablets” com el “iPad".

## Premis i reconeixements
L'any 2001 va ser investit doctor honoris causa per la Universitat de Castilla-La Mancha, i el 2006 ho va ser per l'Escola Politècnica Federal de Lausana (Suïssa). El 2006 va rebre la Creu de Sant Jordi. Dos anys després, el 2008, rebria el Premio Nacional de Sociología y Ciencia Política. El 2011 la medalla Erasmus de l'Academia Europaea. El 2012 va rebre el premi Holberg per la seva contribució al camp de la sociologia. El 2015 el Col·legi d'Economistes de Catalunya el va distingir com a col·legiat d'honor. L'any 2017 va ser investit doctor honoris causa per la Universitat Autònoma de Barcelona. El 2021 va rebre la Gran Creu del Reial i Distingit Orde Espanyol de Carles III.